# Рельєф дна океанів

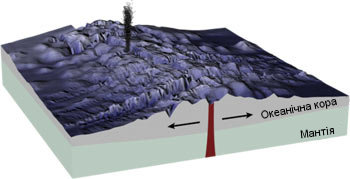
Океанічні хребти

Рельєф дна океанів — структура поверхні дна Світового океану. На дні океанів знаходяться величезні гірські хребти, глибокі ешелони з обривистими стінками, протяжні гряди й глибокі рифтові долини, рівнини, вулкани й розломи. Дно морів та океанів нагадує сушу. Океанічний рельєф дуже складний і різноманітний.

## Шельф, материковий схил і материкове підніжжя
Мілководна зона, що йде одразу після берега материка і потім переходить в океанічне ложе (основну частину дна), називається материковою мілиною, або шельфом. Вона досить нерівна. На зовнішній стороні шельфу зустрічаються скельні виступи; середня глибина зовнішнього краю (брівки) шельфу не перевищує 200 м. Біля берегів, що зазнавали зледеніння, на шельфі часто зустрічаються улоговини і западини. Материковий схил зазвичай утворює чітку і добре виражену границю із шельфом, майже завжди його перетинають глибокі підводні каньйони. Біля нижньої межі схилу в Атлантичному і Індійському океанах розташовується поверхня, що одержала назву материкового підніжжя. На периферії Тихого океану материкове підніжжя зазвичай відсутнє.
Шельф оточує материк з усіх боків і являє собою рівнину з невеликим схилом. У шельфових водах вирує життя. Сонячне світло проникає практично до самісінького дна, створюючи ідеальні умови для безлічі рослинних форм, що не можуть існувати без світла. Значно тепліші води шельфу приваблюють також багатьох мешканців відкритих океанів. як місце розмноження або своєрідні пасовища.

## Підводні каньйони
Ці каньйони, врізані в морське дно на 300 метрів і більше, зазвичай вирізняються крутими стінками, вузьким днищем і звивистістю. Найглибший з відомих підводних каньйонів — Великий Багамський — врізаний майже на 5 км. Незважаючи на схожість з однойменними утвореннями на суші, підводні каньйони здебільшого не є давніми річковими долинами, зануреними нижче рівня океану.

## Глибоководні жолоби
Чимало фактів про рельєф глибоководних частин океанічного дна в результаті широкомасштабних досліджень, що розгорнулися після Другої світової війни. Найбільші глибини прив'язані до глибоководних жолобів Тихого океану. Найглибша точка — безодня Челленджера — знаходиться в межах Маріанської западини на південному заході Тихого океану.

## Серединно-океанічні хребти
Так називають величні гірські утворення шириною в кілька сотень кілометрів і висотою близько 2 — 4 км. Вони складаються з кількох паралельних гірських гряд. Їх схили опускаються до ложа океану широкими сходами. У найвищій центральній частині уздовж гребенів тіло хребта прорізають так звані рифти. Рифтові ущелини і рифтові зони в геологічному відношенні надзвичайно цікаві: тут висока сейсмічна активність і кожен день буває до 100 землетрусів. Також сильно розвинена і вулканічна активність. У стінках рифтової ущелини і на гребенях прилеглих до нього рифтових гряд оголюються глибинні породи Землі. Ще один різновид підводних хребтів — вулканічні хребти. Вони складаються з ланцюжків підводних вулканів. На ложі океанів зустрічаються і так звані вали — широкі масивні підняття з сильно пологими схилами.
Система валів ділить ложе Тихого океану на кілька великих улоговин: Північно-Західну, Північно-Східну, Маріанську, Центральну, Південну, Беллінсгаузена, Чилійську, Панамську. Є ще одна особливість будови океанічного ложа — так звані зони розломів. Це вузькі і надзвичайно довгі смуги складно роздробленого дна; то круті уступи, то гребені і жолоби, то просто складний розчленований рельєф.
Мало хто знає, що наймогутніша гірська система розташована не на суші, а під водою. Це гірське пасмо тягнеться на 60 тис. км, що значно більше, ніж довжина Анд і Кордильєрів разом узятих. Якщо обчислювати висоту гори не від рівня моря, а від підніжжя, то найвищою буде не Джомолунгма (8 848 м), а вулкан Мауна-Кеа на Гаваях. Його висота становить 10 205 м (з них 6 тис. знаходяться під водою).